# Michael Jerome Hopkins
Michael Jerome Hopkins (18 de abril de 1958) é um matemático estadunidense. É conhecido por seu trabalho em topologia algébrica.
Foi palestrante convidado do Congresso Internacional de Matemáticos em Zurique (1994: Topological modular forms, the Witten genus and the theorem of the cube) e palestrante plenário do Congresso Internacional de Matemáticos em Pequim (2002: Algebraic Topology and Modular Forms).
Recebeu o Prêmio Nemmers de Matemática de 2014.

## Publicações selecionadas
- Nilpotence and stable homotopy theory. I (com E. Devinatz, J. Smith): Ann. of Math. (2) 128 (1988), no. 2, 207–241. II (com J. Smith): Ann. of Math. (2) 148 (1998), no. 1, 1–49.
- com N. Kuhn, D. Ravenel: Generalized group characters and complex oriented cohomology theories. J. Amer. Math. Soc. 13 (2000), no. 3, 553–594
- com M. Ando, N. Strickland: Elliptic spectra, the Witten genus and the theorem of the cube. Invent. Math. 146 (2001), no. 3, 595–687.
- com E. Devinatz: Homotopy fixed point spectra for closed subgroups of the Morava stabilizer groups. Topology 43 (2004), no. 1, 1–47.
- com P. Goerss: Moduli spaces of commutative ring spectra. Structured ring spectra, 151–200, London Math. Soc. Lecture Note Ser., 315, Cambridge Univ. Press, Cambridge, 2004.
- com I. Singer: Quadratic functions in geometry, topology, and M-theory. J. Differential Geom. 70 (2005), no. 3, 329–452.
- com D. Freed, C. Teleman: Loop groups and twisted K-theory III. Ann. of Math. (2) 174 (2011), no. 2, 947–1007.
- com M. A. Hill, D. C. Ravenel: M. A. Hill, M. J. Hopkins, D. C. Ravenel (julho de 2016). On the nonexistence of elements of Kervaire invariant one. Annals of Mathematics. 184. [S.l.: s.n.] pp. 1–262, Arxiv